# Biodiesel
Biodiesel refere-se ao biocombustível formado por ésteres de ácidos graxos, ésteres alquila (metila, etila ou propila) de ácidos carboxílicos de cadeia longa e hidrocarbonetos de origem vegetal. É um combustível renovável e biodegradável, obtido comumente a partir da reação química de lipídios, óleos ou gorduras, de origem animal ou vegetal, com um álcool na presença de um catalisador (reação conhecida como transesterificação). Por meio da fermentação de açúcares, é produzido o biodiesel que, como o diesel de origem mineral, é um hidrocarboneto. Pode ser obtido também pelos processos de craqueamento e esterificação.
O biodiesel é feito para ser usado em motores diesel padrão (sem a necessidade de alguma conversão) e, portanto, distinto dos óleos vegetais e seus resíduos usados para motores a combustível diesel convertidos. Substitui total ou parcialmente o óleo diesel derivado de petróleo em motores ciclo diesel de caminhões, tratores, camionetes, automóveis, etc.; ou estacionários (geradores de eletricidade, calor, etc.). O biodiesel pode ser usado puro ou misturado ao petrodiesel (combustível diesel derivado de petróleo), comumente conhecido como diesel em diversas proporções.
O termo "bioroladiesel" é padronizado como monoalquil ésteres nos Estados Unidos.
O nome biodiesel muitas vezes é confundido com a mistura diesel + biodiesel, disponível em alguns postos de combustível. A designação correta para a mistura vendida nestes postos deve ser precedida pela letra B (do inglês Blend). Neste caso, a mistura de 2% de biodiesel ao diesel de petróleo é chamada de B2; e assim sucessivamente, até o biodiesel puro, denominado B100.

## Misturas

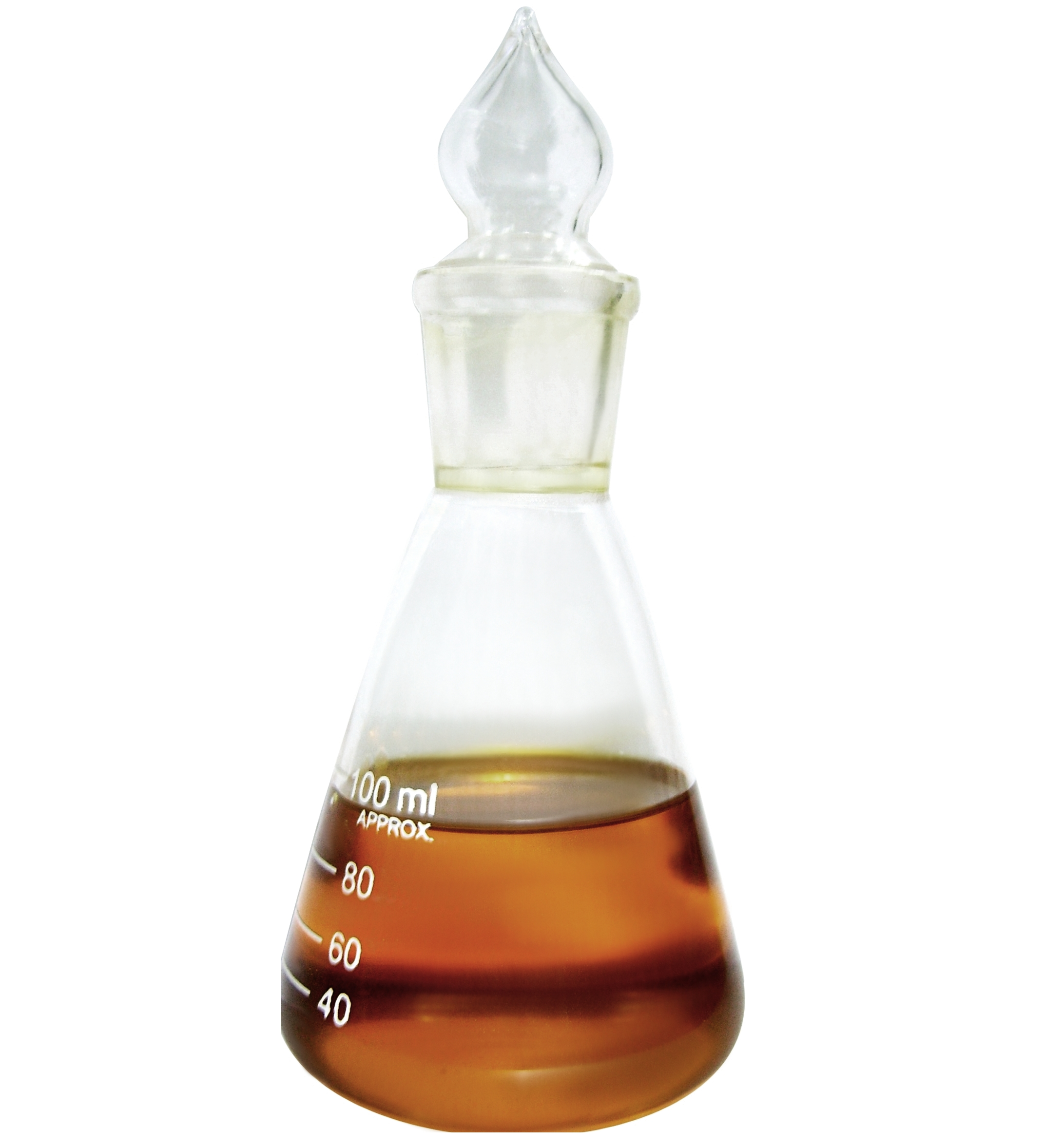
Amostra de biodiesel

As misturas (composições) de biodiesel e combustível diesel convencional à base de hidrocarbonetos são os produtos mais comumente distribuídos para uso no mercado de varejo de combustível diesel. Grande parte do mundo usa um sistema conhecido como "fator B" para indicar a quantidade de biodiesel em qualquer mistura de combustível:
- Biodiesel a 100% é referido como B100, enquanto
- Biodiesel a 20% é rotulado B20
- Biodiesel a 5% é rotulado B5
- Biodiesel a 2% é rotulado B2[3]

Obviamente, quanto maior o percentual de biodiesel, mais ecologicamente amigável é o combustível. É comum nos EUA ver-se o rótulo B100, porque um crédito de imposto federal será concedido à primeira entidade que componha óleo diesel com biodiesel puro. Misturas de 20% de biodiesel com 80% de diesel de petróleo (B20) podem geralmente ser usadas em motores a diesel sem modificações. O biodiesel pode também ser utilizado em sua forma pura (B100), mas pode exigir modificações no motor para evitar certos problemas de manutenção e performance. Misturas de B100 com óleo diesel pode ser obtidas por:
- Mistura em tanques de fabricação e estocagem em ponto próximo antes da entrega por caminhões tanque.
- Mistura por agitação natural no caminhão tanque (adicionando percentagens específicas de biodiesel e diesel de petróleo).
- Na linha de mistura, duas componentes chegam ao caminhão tanque simultaneamente.
- Mistura por bombas dosadoras, em que medidas de óleo diesel e biodiesel estão definidas para o volume total, com a bomba puxando a transferência de dois pontos e completando a mistura na saída da bomba.

## Vantagens x desvantagens
Prós e contras na produção e no uso do biodiesel:

### As vantagens do biodiesel
- É energia renovável. As terras cultiváveis podem produzir uma enorme variedade de plantas oleaginosas como fonte de matéria-prima para o biodiesel.
- É constituído por carbono neutro, ou seja, o combustível tem origem renovável ao invés do fóssil. Desta forma, sua obtenção e queima não contribuem para o aumento das emissões de CO2 na atmosfera, zerando assim o balanço de massa entre emissão de gases dos veículos e absorção dos mesmos pelas plantas.
- Possui um alto ponto de fulgor e um manuseio e armazenamento mais seguros.
- Apresenta excelente lubricidade, fato que vem ganhando importância com o advento do petróleo-diesel de baixo teor de enxofre, cuja lubricidade é parcialmente perdida durante o processo de produção.
- Contribui para a geração de empregos no setor primário. Com isso, evita o êxodo do trabalhador no campo, reduzindo o inchaço das grandes cidades e favorecendo o ciclo da economia autossustentável essencial para a autonomia do país.
- Com a incidência de petróleo em poços cada vez mais profundos, muito dinheiro está sendo gasto na sua prospecção e extração, o que torna cada vez mais onerosa a exploração e  refino das riquezas naturais do subsolo, havendo então a necessidade de se explorar os recursos da superfície, abrindo assim um novo nicho de mercado, e uma nova oportunidade de uma aposta estratégica no setor primário.
- Nenhuma modificação nos atuais motores do tipo ciclo diesel faz-se necessária para misturas de biodiesel com diesel de até 20%, sendo que percentuais acima de 20% requerem avaliações mais elaboradas do desempenho do motor.

### Desvantagens na utilização do biodiesel
- Não se sabe ao certo como o mercado irá assimilar a grande quantidade de glicerina obtida como subproduto da produção do biodiesel (entre 5 e 10% do produto bruto). A queima parcial da glicerina gera acroleína, produto suspeito de ser cancerígeno.
- No Brasil e na Ásia, lavouras de soja e dendê, cujos óleos são fontes potencialmente importantes de biodiesel, estão invadindo florestas tropicais que são importantes bolsões de biodiversidade. Muitas espécies poderão deixar de existir em consequência do avanço das áreas agrícolas, entre as espécies, podemos citar o orangotango ou o rinoceronte-de-sumatra. Embora no Brasil, muitas lavouras não sejam ainda utilizadas para a produção de biodiesel, essa preocupação deve ser considerada. Tais efeitos nocivos poderão ser combatidos pela efetivação do zoneamento agro ecológico proposto pelo Governo Federal.[5]
- A produção intensiva da matéria-prima de origem vegetal leva a um esgotamento das capacidades do solo, o que pode ocasionar a destruição da fauna e flora, aumentando portanto o risco de erradicação de espécies e o possível aparecimento de novos parasitas, como o parasita causador da Malária.
- O balanço de CO2 do biodiesel não é neutro, mesmo sendo inúmeras vezes menos emissor de CO2 que o diesel de petróleo, se for levado em conta a energia necessária à sua produção, mesmo que as plantas busquem o carbono à atmosfera: é preciso ter em conta a energia necessária para a produção de adubos, para a locomoção das máquinas agrícolas, para a irrigação, para o armazenamento e transporte dos produtos.
- Cogita-se que poderá haver uma subida nos preços dos alimentos, ocasionada pelo aumento da demanda de matéria-prima para a produção de biodiesel. Como exemplo, pode-se citar alguns fatos ocorridos em Portugal, no início de Julho de 2007, quando o milho era vendido a 200 euros por tonelada (152 em Julho de 2006), a cevada a 187 (contra 127), o trigo a 202 (137 em Julho de 2006) e o bagaço de soja a 234 (contra 178). O uso de algas como fonte de matéria-prima para a produção do biodiesel poderia poupar as terras férteis e a água doce destinadas à produção de alimentos.[6]

## Aplicações
O biodiesel pode ser usado na forma pura (B100) ou pode ser misturado ao diesel de petróleo em qualquer concentração, na maioria das bombas de injeção de motores diesel. Novos extremos de alta pressão (29.000 psi) de motores ferroviários comuns tem limites estritos de fábrica a B5 ou B20, dependendo do fabricante. Biodiesel tem propriedades solventes diferentes do petrodiesel, e irá degradar juntas e mangueiras de borracha natural em veículos (principalmente os veículos fabricados antes de 1992), embora estes tendam a desgastar-se, naturalmente, e provavelmente já terem sido substituídos com o elastômero FKM, que é não reativo para biodiesel. Biodiesel tem sido conhecido para quebrar os depósitos de resíduos nas linhas de combustível, onde tem sido utilizada petrodiesel. Como resultado, filtros de combustível podem ficar entupidos com partículas se uma rápida transição para o biodiesel puro é feita. Portanto, é recomendável mudar os filtros de combustível em motores e geradores de calor logo após a primeira mudança para uma mistura do biodiesel.
Tem havido o desenvolvimento de componentes polímeros e elastômeros, incluindo mangueiras, conexões e juntas, de formulações resistentes a diversos biocombustíveis, incluindo biodiesel.
São estudados e fomentados também o uso extensivo de biodiesel em embarcações, desde barcos recreativos até como aditivo em embarcações de grande porte.

### Distribuição
No Brasil, o uso de biodiesel adicionado ao diesel fóssil comercializado em todo o território nacional é obrigatório desde 2008. Em março de 2018, o percentual obrigatório passou a ser 10% (B10), de acordo com a Lei n° 13.263/2016, que prevê a evolução da mistura obrigatória até 15% (B15). Desde a promulgação Ato da Política de Energia de 2005, o uso do biodiesel tem aumentado nos Estados Unidos. Na Europa, a Obrigação de Combustível Renovável de Transporte obriga os fornecedores a incluir 5% de combustíveis renováveis em todos os combustíveis para transportes vendidos na UE até 2010. Para combustível diesel rodoviário, isso significa efetivamente 5% de biodiesel.

### Aceitação para uso pelos fabricantes de veículos
Em 2005, a Chrysler (então parte da DaimlerChrysler) lançou o Jeep Liberty CRD a diesel para o mercado americano, com misturas de 5% de biodiesel, indicando pelo menos parcial aceitação do biodiesel como um aditivo  aceitável para combustível diesel. Em 2007, a DaimlerChrysler indicou a intenção de aumentar a cobertura da garantia de qualidade para misturas de biodiesel a 20% se a qualidade de biocombustíveis nos Estados Unidos puder ser padronizada.
A partir de 2004, a cidade de Halifax, Nova Escócia decidiu atualizar o seu sistema de ônibus para permitir que a frota de ônibus da cidade fosse ser movida inteiramente por um biodiesel baseado em óleo de peixe. Isso fez com a cidade considerar algumas questões mecânicas iniciais, mas depois de vários anos de aperfeiçoamentos, a frota inteira tivesse sido convertida com sucesso.
Em 2007, o McDonald’s do Reino Unido anunciou que iria começar a produzir biodiesel a partir do óleo residual de frituras, subproduto dos seus restaurantes. Este combustível seria usado para abastecer sua frota.

### Uso ferroviário
A companhia Train Operating Company Virgin Trains britânica alegou ter o primeiro funcionamento de trem do mundo a biodiesel, que foi convertido para rodar com 80% petrodiesel e apenas 20% de biodiesel, e afirma-se que vai economizar 14% em emissões diretas.
O Royal Train completou em 15 de setembro de 2007 sua primeira viagem sempre funcionando com 100% de biodiesel fornecido pela Green Fuels Ltd. Sua Alteza Real, o Príncipe de Gales, e o diretor da Green Fuels, James Hygate, foram os primeiros passageiros em um trem alimentado inteiramente com combustível biodiesel. Desde 2007 o Royal Train tem operado com êxito em B100 (100% de biodiesel).
Da mesma forma, a linha ferroviária curta estatal em Eastern Washington executou um teste de uma mistura de biodiesel a 25%/petrodiesel a 75% durante o verão de 2008, com aquisição de combustível a partir de um produtor de biodiesel situado ao longo da ferrovia. O trem será movido por biodiesel produzido, em parte, de canola cultivada em regiões agrícolas através do qual a linha circula.
Também em 2007 a Disneyland começou a fazer rodar os trens do parque em misturas de biodiesel B98 (98% biodiesel). O programa foi interrompido em 2008 devido a problemas de armazenamento, mas em janeiro de 2009 foi anunciado que o parque teria, então, todos os trens rodando com biodiesel fabricado a partir de seus próprios óleos alimentares usados, sendo uma alteração dos trens movido por biodiesel à base de óleo de soja.

### Uso aeronáutico
Um voo de teste foi realizado por um avião a jato tcheco completamente movido por biodiesel.

### Como um óleo para aquecimento
Biodiesel pode também ser usado como combustível em caldeiras de aquecimento doméstico (calefação) e comercial, uma mistura de óleo para aquecimento e biocombustível que é padronizada e tributados de forma ligeiramente diferente do combustível para motores diesel utilizado para o transporte. Às vezes, é conhecido como "bioheat", sendo que este nome é uma marca registada da National Biodiesel Board (NBB) e o National Oilheat Research Alliance (NORA) nos Estados Unidos e  e Columbia Fuels, no Canadá. Biodiesel para aquecimento está disponível em várias misturas, até 20% de biocombustível é considerado aceitável para uso nas fornalhas existentes, sem modificações.
Antigos queimadores podem conter componentes de borracha que seriam afetados pelas propriedades solventes do biodiesel, mas caso contrário podem queimar biodiesel sem qualquer conversão necessária. Cuidados devem ser tomados em primeiro lugar, no entanto, dado que resinas residuais deixados por petrodiesel serão liberadas e podem obstruir as tubulações de combustível e a substituição do filtro de filtragem rápida é necessária. Outra abordagem é começar a utilizar biodiesel em mistura, e diminuindo a proporção de petróleo ao longo do tempo pode permitir que as resinas saiam de forma mais gradual e com menos probabilidade de causar entupimento. Graças às suas fortes propriedades solventes, no entanto, o queimador é limpo e geralmente se torna mais eficiente. Pesquisas técnicas descrevem testes em laboratório e campo projetos com biodiesel puro e misturas de biodiesel como combustível para aquecimento de caldeiras de óleo. Durante a Biodiesel Expo 2006, no Reino Unido, Andrew J. Robertson apresentou sua pesquisa sobre biodiesel como óleo de aquecimento em artigo técnico e sugeriu que o biodiesel B20 pode reduzir as emissões de CO2 do Reino Unido em 1,5 milhão de toneladas por ano.
Uma lei aprovada em Massachusetts pelo governador Deval Patrick exige que todos os aquecimentos domésticos a diesel nesse estado passem a ser abastecidos com biocombustíveis de 2% até 01 de julho de 2010, e 5% de biocombustíveis até 2013.

## Antecedentes históricos
A transesterificação de um óleo vegetal foi realizado primeiramente em 1853 pelos cientista Patrick Duffy, muitos anos antes do primeiro motor diesel tornar-se funcional. O primeiro modelo de Rudolf Diesel, um único cilindro de ferro de 3 m com um volante em sua base, funcionou pela primeira vez em Augsburg, Alemanha, em 10 de agosto de 1893, sendo abastecido com nada além de óleo de amendoim. Em memória deste evento, algumas fontes citam o dia 10 de agosto como o "Dia Internacional de Biodiesel".
É freqüentemente relatado que o Diesel projetou seu motor para funcionar com óleo de amendoim, mas este não é o caso. Diesel afirmou em seus artigos publicados, "na Exposição de Paris em 1900 (Exposition Universelle) que foi mostrado pela Companhia Otto um pequeno motor diesel, que, a pedido do governo francês funcionou com óleo de amendoim arachide, e trabalhou de forma tão suave que somente poucas pessoas tinham conhecimento disto. O motor foi construído para uso de óleo mineral, e foi posteriormente, operado com óleo vegetal, sem qualquer alteração a ser feita. O governo francês, no momento com o pensamento de testar a aplicabilidade para a produção de energia do arachide, ou castanha-da-terra, que cresce em quantidades consideráveis em então colônias africanas, e podia ser facilmente cultivado lá." Diesel mais tarde, realizou testes relacionados e parecia favorável à ideia. Em 1912 Diesel disse em discurso que "o uso de óleos vegetais para combustíveis de motores pode parecer insignificante hoje, mas tais óleos podem tornar-se produtos, no decorrer do tempo, tão importantes como o petróleo e o alcatrão de hulha na atualidade."
Apesar do uso generalizado de combustível diesel derivados de petróleo fóssil, o interesse em óleos vegetais como combustível para motores de combustão interna foi relatado em vários países durante os anos 1920 e 1930 e, posteriormente, durante a Segunda Guerra Mundial. Bélgica, França, Itália, Reino Unido, Portugal, Alemanha, Brasil, Argentina, Japão e China foram relatados como tendo testado e utilizado óleos vegetais como combustível para motores diesel durante este período. Alguns problemas operacionais foram relatados devido à alta viscosidade dos óleos vegetais em comparação ao diesel de petróleo, o que resulta em baixa atomização do combustível no pulverizador de combustível e muitas vezes leva a depósitos e carbonização dos injetores, câmara de combustão e válvulas. As tentativas para superar esses problemas incluíram aquecimento do óleo vegetal, misturando-o com combustível diesel derivado do petróleo ou etanol, a pirólise e raqueamento dos óleos.
Em 32 de agosto de 1937, G. Chavanne da Universidade de Bruxelas (Bélgica) teve concedida uma patente para um "Procedimento para a transformação de óleos vegetais para seu uso como combustíveis" (em francês "Procédé de Transformation d’Huiles Végétales en Vue de Leur Utilisation comme Carburants") Patente Belga 422.877. Esta patente descrive a alcoólise (frequentemente citada como transesterificação) de óleos vegetais usando etanol (e menciona metanol) de maneira a separar os ácidos graxos do glicerol e substituir o glicerol com álcoois lineares de cadeia curta. Esta parece ser a primeira citação do que é conhecido hoje como "biodiesel".
Mais recentemente, em 1977, o cientista brasileiro Expedito Parente inventou e submeteu para patente o primeiro processo industrial para a produção de biodiesel. Este processo é classificado como biodiesel pelas normas internacionais, apresentando uma "identidade e qualidade padronizada. Nenhum outro biocombustível proposto tem sido validade para a indústria automobilística.". Atualmente, a empresa de Parente, Tecbio, está trabalhando com a Boeing e a NASA para certificar bioquerosene (bio-kerosene), outro produto produzido e patenteado pelo cientista brasileiro.
A pesquisa sobre o uso do óleo de girassol transesterificado, e refinando-o aos padrões de óleo diesel, foi iniciada na África do Sul em 1979. Por volta de 1983, o processo para a produção de biodiesel com qualidade de combustível testado em motores foi completado e publicado internacionalmente. Uma empresa austríaca, Gaskoks, obteve as tecnológica do grupo South African Agricultural Engineers (Engenheiros Agrícolas Sul Africanos); a empresa construiu a primeira planta piloto de biodiesel em novembro de 1987, e a primeira planta de escala industrial em abril de 1989 (com uma capacidade de 30 mil toneladas de sementes de colza por ano).
Ao longo da década de 1990, plantas foram abertas em muitos países europeus, incluindo a República Tcheca, Alemanha e Suécia. A França lançou a produção local de biodiesel (conhecido como diéster) de óleo de semente de colza, que é misturado no combustível diesel regular ao nível de 5%, e para o óleo diesel utilizado por algumas frotas cativas (por exemplo, transporte público) a um nível de 30%. A Renault, a Peugeot e outros fabricantes possuem motores de caminhões certificados para uso com até esse nível parcial de biodiesel; estão em andamento experimentos com biodiesel de 50%. Durante o mesmo período, os países em outras partes do mundo também viram a produção local de biodiesel crescer: em 1998, o Austrian Biofuels Institute identificou 21 países com projetos comerciais de biodiesel. Biodiesel a 100% já está disponível em muitas estações de serviço normal em toda a Europa.
Em setembro de 2005, Minnesota tornou-se o primeiro estado EUA a decidir que todo o óleo diesel vendido no estado deveria conter parcialmente biodiesel, exigindo um teor de, pelo menos, 2%.
Em 2008, a ASTM publicou seus novos Padrões de Especificações de Mistura de Biodiesel (Biodiesel Blend Specifications Standards).

## Propriedades
Biodiesel tem propriedades lubrificantes melhores e muito mais alto número de cetano que os atuais combustíveis diesel de mais baixo teor de enxofre. Além do biodiesel reduzir o desgaste do sistema de combustível, e em níveis baixos em sistemas de alta pressão aumenta a vida útil do equipamento de injeção de combustível que depende do combustível para a sua lubrificação. Dependendo do motor, isso pode incluir a bombas de injeção de alta pressão, bomba injetoras (também chamado injetores de unidade) e injetores de combustível.

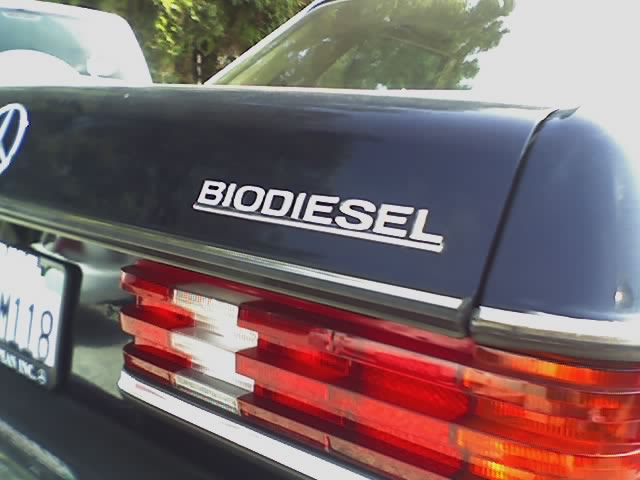
Automóveis Mercedes a diesel são populares por serem dos mais antigos a rodar com biodiesel

O poder calorífico do biodiesel é de cerca de 37,27 MJ/L. Esta é 9% inferior ao óleo diesel derivado de petróleo classificado como Número 2. Variações na densidade de energia do biodiesel são mais dependentes da matéria-prima utilizada no processo de produção. Ainda assim estas variações são menores do que o petrodiesel. Foi alegado que biodiesel permite melhor lubrificação e uma combustão mais completa, aumentando assim a produção de energia do motor e atua compensando a maior densidade de energia de petrodiesel.
Biodiesel é um líquido que varia de cor - entre dourado e castanho escuro - dependendo da matéria-prima de produção. É imiscível com água, tem um alto ponto de ebulição e baixa pressão de vapor. *O ponto de inflamação de biodiesel (> 130 °C,> 266 °F) é significativamente mais alto que o do diesel de petróleo (64 °C, 147 °F) ou gasolina (-45 °C, -52 °F). Biodiesel tem uma densidade de ~0,88 g/cm³, menor do que a da água.
Biodiesel tem praticamente nenhum conteúdo de enxofre, e é frequentemente utilizado como aditivo para óleo diesel com ultrabaixo teor de enxofre (Ultra-Low Sulfur Diesel, ULSD) de combustível, porque confere a este, melhores características de lubricidade, sendo apontado como uma excelente alternativa o uso dos ésteres em adição de na taxa de 5 a 8% buscando reconstituir essa lubricidade. Também é essencialmente isento de compostos aromáticos.

### Compatibilidade de materiais
- Plásticos: polietileno de alta densidade (high density polyethylene, HDPE) é compatível, mas cloreto de polivinila (PVC) é lentamente degradado.[44] Poliestirenos são dissolvidos em contacto com o biodiesel, tanto que pesquisa-se a dissolução de resíduos de poliestireno como forma de aumentar o rendimento energético do biodiesel.[45][46]
- Metais: o biodiesel tem um efeito sobre os materiais à base de cobre (por exemplo, bronze), e também afeta zinco, estanho, chumbo e ferro fundido. Os aços inoxidáveis (316 e 304) e ligas de alumínio não são afetados.[44]
- Borracha: Biodiesel também afeta os tipos de borrachas naturais encontrados em alguns componentes de motores mais antigos. Estudos também descobriram que elastômeros fluorados (FKM) curados com peróxidos e óxidos de metais alcalinos pode ser degradado quando perde biodiesel sua estabilidade causada pela oxidação. No entanto os testes com FKM-GBL-S e FKM GF-S  apontaram serem estes elastômeros mais resistentes para lidarem com biodiesel em todas as condições.[47]

## Padrões técnicos
Biodiesel tem uma série de normas para a sua qualidade, incluindo a norma europeia EN 14214 e a ASTM D6751, padrão utilizado nos E.U.A. e Canadá, entre outras.
No Brasil, o biodiesel deve possuir características que estejam de acordo com as especificações estabelecidas pela ANP.

## Gelificação
Quando biodiesel é resfriado abaixo de um certo ponto, algumas moléculas agregam-se e formam cristais. O combustível começa a apresentar-se muito turvo, a medida que os cristais se tornam maiores do que um quarto do comprimento de onda da luz visível - este é o ponto de névoa ou ponto de turbidez. A medida que o combustível continua sendo resfriado, esses cristais se tornam ainda maiores. A menor temperatura na qual o combustível pode passar por um filtro de 45 micron é o ponto de entupimento de filtro a frio (cold filter plugging point , CFPP). A medida que o biodiesel seja ainda mais resfriado pode se gelificar e por fim, solidificar. Na Europa, existem diferenças nas exigências de CFPP entre os países. Isto reflete-se nas normas nacionais diferentes desses países. A temperatura na qual biodiesel puro (B100) começa a gelificar, varia significativamente e depende da mistura de ésteres e, portanto, do óleo como matéria-prima usado para produzir o biodiesel. Por exemplo, o biodiesel produzido a partir de baixo ácido erúcico de variedades de sementes de canola (RME) começa a gelificar a aproximadamente -10 °C (14 °F). Biodiesel produzido a partir de sebo tende a gelificar a cerca de 16 °C (61 °F). Há uma série de aditivos comercialmente disponíveis, que irão diminuir significativamente o ponto de fluidez e o ponto de entupimento de filtro a frio de biodiesel puro. Operação no inverno é também possível através de mistura de biodiesel com óleos combustíveis, incluindo combustível diesel de baixa enxofre n° 2  e diesel nº 1/querosene.

## Contaminação por água
Biodiesel pode conter pequenas mas problemáticas quantidades de água. Embora não seja miscível com água, sendo hidrofóbico, é, como o etanol, higroscópico (absorve água da umidade atmosférico). Uma das razões pelas quais o biodiesel pode absorver a água é a persistência de mono e diglicerídeos que sobraram de uma reação incompleta na sua produção. Estas moléculas podem agir como um emulsificante, permitindo que a água se misture com o biodiesel.
 Além disso, pode haver água que é residual ao processamento ou resultante de condensação no tanque de armazenamento. A presença de água é um problema porque:
- Água reduz o calor de combustão do combustível como um todo. Isto significa mais fumaça, partida mais difícil, menos potência.
- Água provoca corrosão dos componentes vitais do sistema de combustível: bombas de combustível, bombas injetoras, linhas de combustível, etc.
- Água e micróbios causam falha nos elemento filtrantes de papel no sistema (por apodrecimento), que por sua vez, resulta na falha prematura da bomba de combustível devido à ingestão de partículas grandes.
- Água congela formando cristais de gelo perto de 0 °C (32 °F). Estes cristais fornecem locais para nucleação e aceleraram a gelificação do combustível residual.
- A água acelera o crescimento de colônias de microorganismos, os quais podem entupir um sistema de combustível. Usuários de biodiesel que têm tanques de combustível aquecido, portanto, enfrentam problemas com micróbios o ano inteiro.
- Adicionalmente, a água pode causar corrosão nos pistões de um motor diesel.

Anteriormente, a quantidade de água contaminando o biodiesel era difícil de avaliar por amostragem, uma vez que água e óleo separam-se. No entanto, é agora possível medir o teor de água com de sensores de água em óleo. A determinação do teor de água em biodiesel é realizada entre outros métodos possíveis principalmente por titulação Karl Fischer segundo a norma EN ISO 12 937. A titulação Karl Fischer é predominantemente o método escolhido quando vestígios de água livre, emulsionada ou dissolvida tem que ser determinados com precisão em um tempo razoável.  É baseada na reação estequiométrica de água com iodo e dióxido de enxofre na presença de um álcool de cadeia curta e uma base orgânica (uma amina). Entre os vários métodos para a determinação da água incluem-se: a perda por secagem, a reação com hidreto de cálcio, espectroscopia de infravermelho por transformada de Fourier (FTIR), espectroscopia Raman e de medidas dielétricas. O método centrígugo é o descrito pela ASTM D 1796, de 1997, e presta-se também para a determinação de sedimentos.
A contaminação por água também é um potencial problema ao utilizar determinados produtos químicos catalisadores envolvidos no processo de produção, reduzindo substancialmente a eficiência catalítica de catalisadores básicos (pH elevado), como o hidróxido de potássio. No entanto, a metodologia de produção supercrítica do metanol, na qual o processo de transesterificação do óleo e do metanol como matéria-prima é efetuado sob alta temperatura e pressão, demonstra ser pouco afetada pela presença de contaminação de água durante a fase de produção.

## Disponibilidade e preços

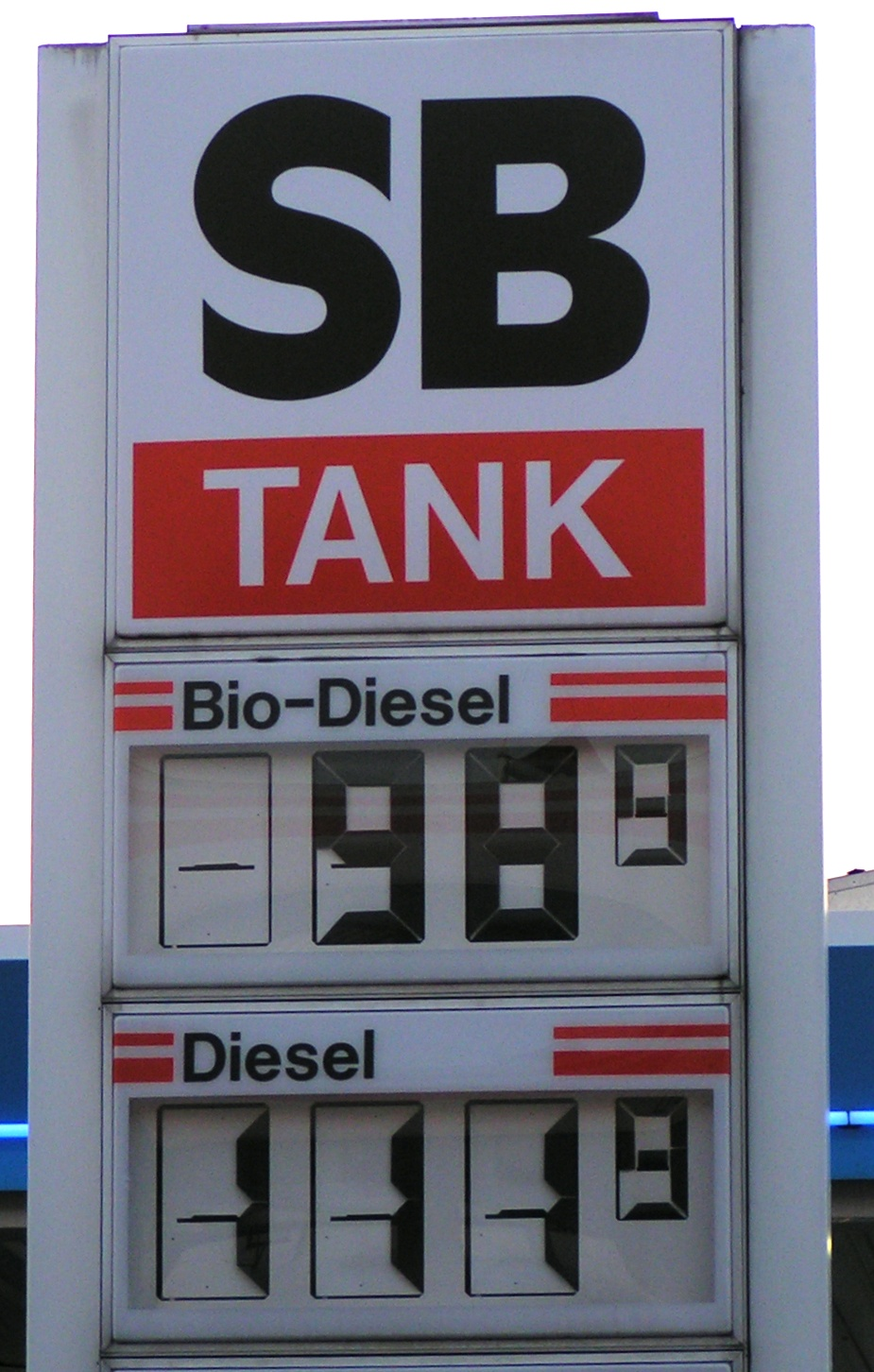
Em alguns países, o biodiesel é mais barato que o diesel convencional

A produção de biodiesel global atingiu 3,8 a 3,9 milhões de toneladas em 2005. Aproximadamente 85% da produção de biodiesel vem da União Europeia.
Em 2007, nos Estados Unidos, a média de preços no varejo ("na bomba"), incluindo os impostos sobre os combustíveis federais e estaduais, de B2/B5 foram inferiores ao diesel de petróleo em cerca de 12 centavos, e misturas B20 foram as mesmas que o petrodiesel. No entanto, como parte de uma mudança dramática nos preços do óleo diesel em relação ao ano anterior, até julho de 2009, o US DOE estava reportando os custos médios de B20 15 centavos de dólar mais alto por galão do que o diesel de petróleo (US$ 2,69/gal contra US$ 2,54/gal). B99 e B100 geralmente custam mais do petrodiesel, exceto quando os governos locais fornecem uma subvenção.

## Produção

### Processo de fabricação
O biodiesel é comumente produzido pela transesterificação de óleo vegetal ou gordura animal como matéria-prima. Existem vários métodos para realizar esta reação de transesterificação, incluindo o processo em batelada comum, os processos supercríticos, o uso de reatores compartimentados oscilatórios, os métodos de ultra-som, e até mesmo métodos com microondas.

### A reação de transesterificação
O biodiesel é comumente produzido por meio de uma reação química denominada transesterificação. No caso específico para a reação abaixo, os triacilglicerois de origem animal, reagem com o metanol, na presença de um catalisador, produzindo glicerol (subproduto) e o éster metílico de ácido graxo (biodiesel, conhecido pelo acrônico em inglês FAME - fatty acid methyl ester). A reação de transesterificação pode ser catalisada por ácido ou base.

### Composição química

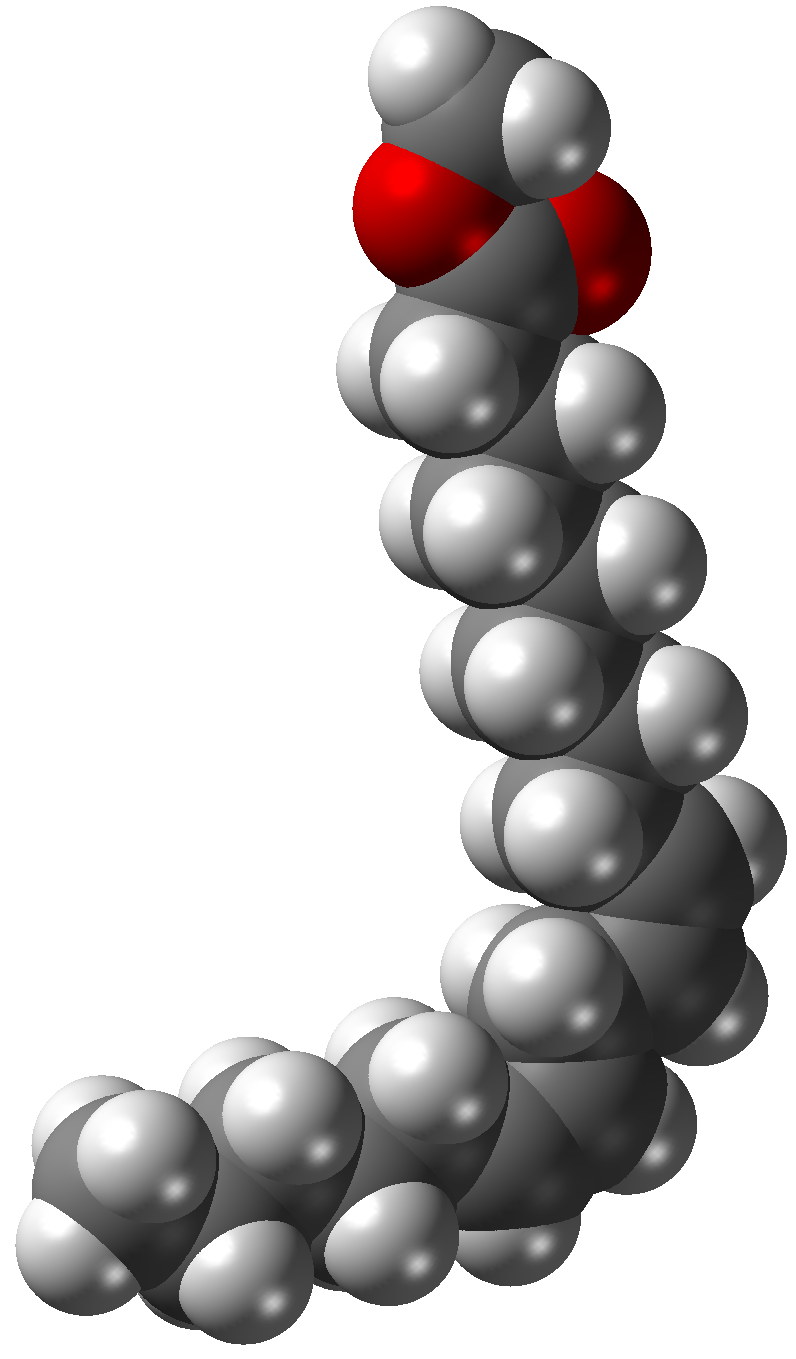
Modelo espacial da molécula de linoleato de metila, ou éster de metila do ácido linoleico, um éster de metila comum produzido do óleo de soja ou canola e metanol

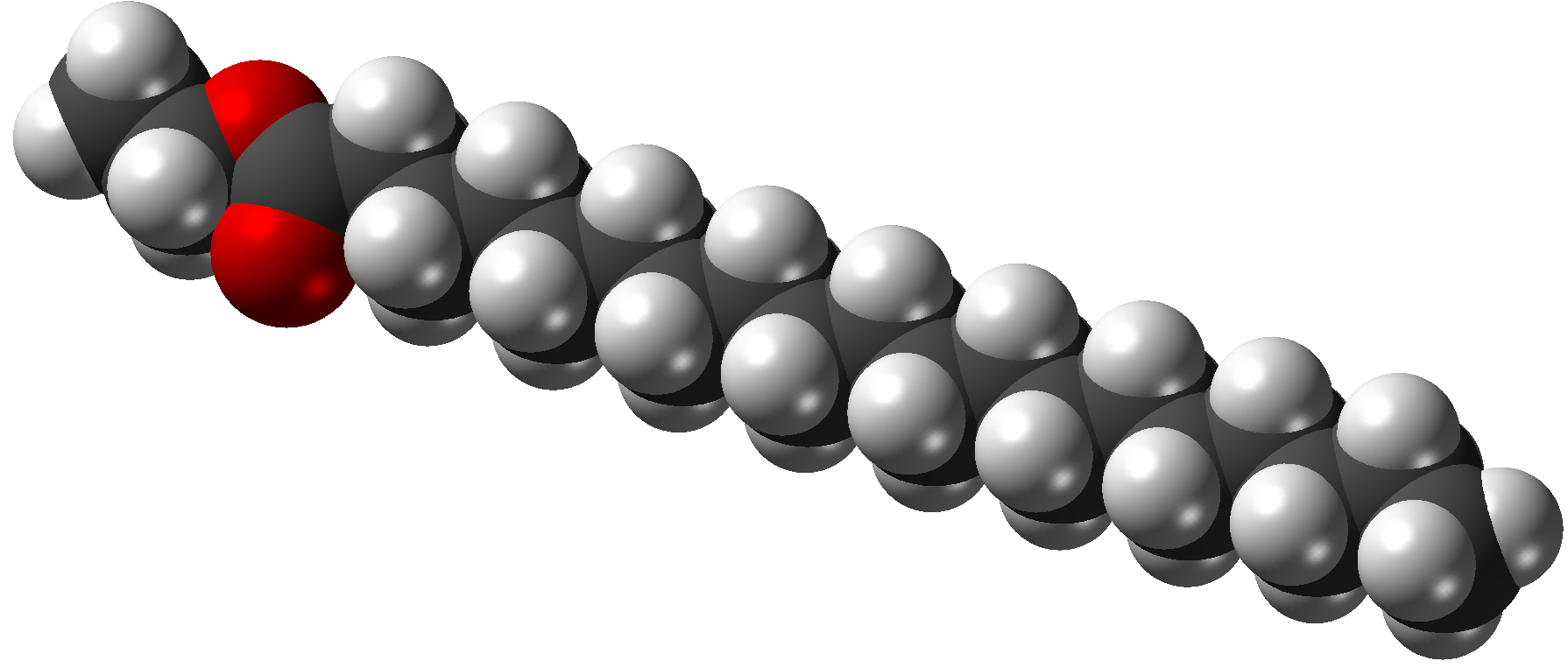
Modelo espacial da molécula de estearato de etila, ou éster de etila do ácido esteárico, um éster de etila produzido do óleo de soja ou canola e etanol

Quimicamente, o biodiesel transesterificado compreende uma mistura de ésteres mono-alquila de ácidos graxos de cadeia longa. A forma mais comum utiliza metanol (convertido para metóxido de sódio) para produzir biodiesel de ésteres metila (vulgarmente designado por éster metila de ácido graxo, em inglês Fatty Acid Methyl Ester - FAME), como é o álcool mais barato disponível, embora etanol possa ser usado para produzir ésteres etílicos (comumente referido como éster etila de ácido graxo, Fatty Acid Ethyl Ester - FAEE), e álcoois superiores, como isopropanol e butanol também tenham sido utilizados. Usar álcoois de alto peso molecular melhora as propriedades fluidas a frio do éster resultante, à custa de uma reação de transesterificação menos eficiente. Um processo de produção por transesterificação lipídica é usado para converter o óleo básico para os ésteres desejados. Quaisquer ácidos graxos livres (em inglês free fatty acids FFAs) no óleo básico ou são convertidos em sabão e retirados do processo, ou eles são esterificados (rendendo mais biodiesel), utilizando um catalisador ácido. Após essa transformação, ao contrário de óleo vegetal diretamente usado como combustível,o biodiesel tem propriedades de combustão muito semelhantes às do óleo diesel de petróleo, podendo substituí-lo nos usos mais correntes.

### Separação dos ésteres do glicerol
Após a reação de transesterificação, os ésteres resultantes devem ser separados da glicerol, dos reagentes em excesso e do catalisador da reação. Isto pode ser feito em 2 passos.
Primeiro, separa-se a glicerol via decantação ou centrifugação. Seguidamente eliminam-se os sabões, restos de catalisador e de metanol/etanol por um processo de lavagem com água e borbulhação ou utilização de silicato de magnésio, requerendo este último uma filtragem, ou por destilação, que dispensa o uso de produtos químicos para promover a purificação.

### O glicerol como subproduto
Um subproduto do processo de transesterificação é a produção de glicerol (glicerina). Para cada 1 tonelada de biodiesel que é fabricado, 100 kg de glicerol são produzidos. Originalmente, havia um mercado valioso para a glicerol, que ajudou a economia do processo como um todo. No entanto, com o aumento da produção global de biodiesel, o preço de mercado para o glicerol bruto (contendo 20% de água e de resíduos de catalisador), caiu. Pesquisas estão sendo conduzida em nível global para usar esse glicerol como um componente químico. Uma iniciativa no Reino Unido é o The Glycerol Challenge ("o desafio do glicerol").
Normalmente, este glicerol bruto tem sido purificado, tipicamente através de destilação a vácuo. Isto é bastante intensivo energeticamente. O glicerol refinado (acima de 98% de pureza) pode então ser utilizado diretamente, ou convertido em outros produtos. Os seguintes anúncios foram feitos em 2007: uma joint venture da Ashland Inc. e Cargill anunciou planos para fazer propilenoglicol na Europa a partir de glicerol e a Dow Chemical anunciou planos semelhantes para a América do Norte. A Dow também planeja construir uma fábrica na China pera produzir epicloridrina de glicerol. Epicloridrina é uma matéria-prima para resinas epóxi.

### Níveis de produção
Em 2007, a capacidade de produção de biodiesel cresceu rapidamente, com uma taxa de crescimento média anual no período 2002-06 de mais de 40%. Para o ano de 2006, o último em que os números reais de produção podem ser obtidos, a produção de biodiesel total mundial foi de cerca de 5-6 milhões de toneladas, com 4,9 milhões de toneladas processados na Europa (dos quais 2,7 milhões de toneladas foi da Alemanha) e a maioria do resto da E.U.A.. Em julho de 2009, o dever foi adicionado ao biodiesel importado americano na União Europeia, a fim de equilibrar a concorrência de países europeus, especialmente os alemães. Em 2007, a produção só na Europa subiu para 5,7 milhões de toneladas. A capacidade para 2008 na Europa somou 16 milhões de toneladas. Isto é comparável com uma demanda total de diesel na Europa e os E.U. de cerca de 490 milhões de toneladas (147 mil milhões de galões). A produção mundial de óleo vegetal, para todos os efeitos, em 2005/06, foi de cerca de 110 milhões de toneladas, com aproximadamente 34 milhões de toneladas tanto de óleo de palma quanto de óleo de soja.

## Matérias-primas para biodiesel

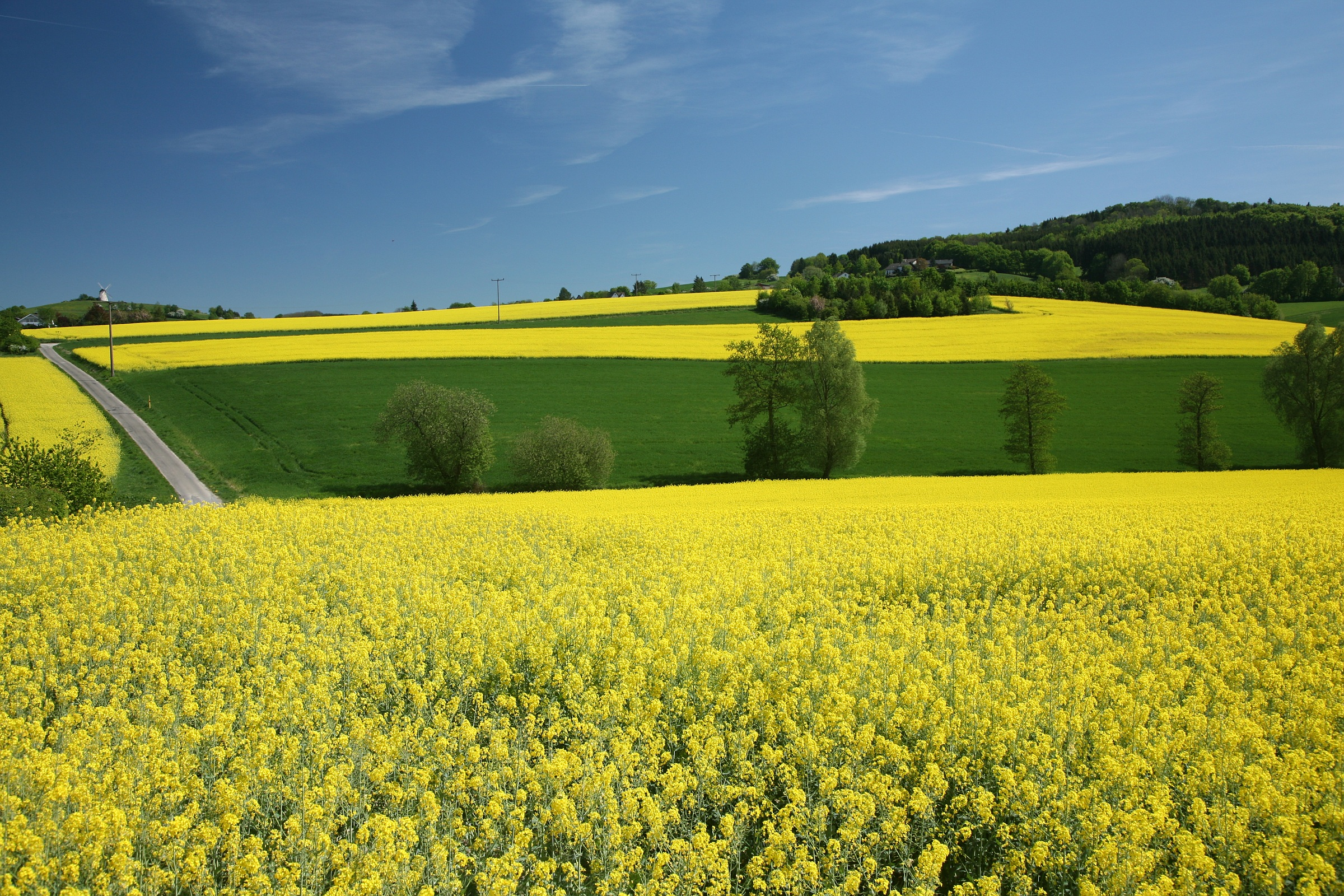
Plantação de colza.

Uma variedade de óleos podem ser usados para produzir biodiesel. Estes incluem:
- Cana-de-açúcar: a levedura geneticamente modificada, Saccharomyces cerevisiae converte o caldo da cana em biodiesel.[81] O processo não gera um éster e sim farneceno, um hidrocarboneto vegetal [82] que também é encontrado, na forma fóssil, no diesel derivado do petróleo.[83]
- Óleo como matéria-prima virgem; óleo de soja e colza são os mais comumente usados, o óleo de soja sozinho é responsável por cerca de noventa por cento de todos os estoques de combustível os E.U.A. Também pode ser obtido a partir de carraspique ou agrião-do-campo e jatropha e outras culturas tais como mostarda, linho, girassol,[84] óleo de palma, coco, cânhamo[85][86][87] (Ver Lista de óleos vegetais para mais informações);
- Óleo vegetal residual (em inglês waste vegetable oil, WVO);
- Gorduras animais incluindo sebo, banha de porco, graxa amarela, gordura de frango,[88] e os subprodutos da produção de ácidos graxos ômega-3 a partir de óleo de peixe.
- Algas, que podem ser cultivadas utilizando-se resíduos, tais como esgotos[89] e sem substituição de terras atualmente utilizadas para a produção de alimentos.
- Material gorduroso (escuma)[90] gerado por estações de tratamento de esgoto.
- Óleo de plantas halófitas tal como a Salicornia bigelovii, que podem ser cultivadas usando água salgada nas zonas costeiras onde as culturas convencionais não pode ser cultivadas, com rendimento igual ao rendimento de grãos de soja e outras oleaginosas cultivadas com irrigação de água doce.[91]

As gorduras animais são um subproduto da produção de carne. Apesar de não ser eficiente para a criação de animais (ou captura de peixes) apenas pela sua gordura, como subproduto agrega valor à indústria de produção animal (suínos, bovinos, aves). No entanto, produzir biodiesel com gordura animal que teria sido descartada poderia substituir uma pequena percentagem de uso de diesel de petróleo. Hoje, instalações multi-matéria-prima de biodiesel estão produzindo biodiesel de alta qualidade incluindo gordura animal com capacidade de até 105 milhões de galões por ano (aproximadamente 397 milhões de litros pr ano). Atualmente, uma usina de 5 milhões de dólares está sendo construída nos E.U.A., com a intenção de produzir 11,4 milhões de litros (3.000.000 litros) de biodiesel a partir de alguns dos 1 bilhão de quilogramas estimados (2,2 bilhões de libras) de gordura de galinha produzidos anualmente na unidade local de produção aves de Tyson. Da mesma forma, algumas fábricas de biodiesel em pequena escala usam óleo de peixe residuais como matéria-prima. Um projeto financiado pela UE (ENERFISH) sugere que, em uma planta vietnamita para produzir biodiesel a partir de bagres (basa, também conhecido como pangasius), com uma produção de 13 toneladas/dia de biodiesel que pode ser produzido a partir de 81 toneladas de resíduos de peixe (por sua vez, resultantes de 130 toneladas de peixe). Este projeto utiliza o biodiesel para abastecer uma unidade de cogeração (geração combinada de calor e força, em inglêscombined heat and power, CHP) na planta de processamento de pescado, principalmente para a alimentação da planta de peixe congelado..

### Quantidade de matérias primas requeridas
A produção mundial atual de óleo vegetal e gordura animal não é suficiente para substituir o uso de combustíveis fósseis líquidos. Além disso, existem fatores limitantes para a vasta quantidade de plantio e as consequentes fertilização, uso de pesticida, e conversão de uso da terra que seriam necessários para produzir o óleo vegetal adicional. O combustível diesel estimado para transporte e óleo para aquecimento doméstico utilizado nos Estados Unidos é de cerca de 160 milhões de toneladas (350 bilhões de libras) de acordo com o Energy Information Administration (Administração de Informação em Energia) do Departamento de Energia dos EUA (DOE). Nos Estados Unidos, a produção estimada de óleo vegetal para todos os usos é de cerca de 11 milhões de toneladas (24 bilhões de libras) e a produção estimada de gordura animal é de 5,3 milhões de toneladas (12 bilhões de libras).
Se a área de terra arável de todos os E.U.A. (470 milhões de hectares, ou 1,9 milhão de quilômetros quadrados) fosse dedicada à produção de biodiesel de soja, este proveria apenas as 160 milhões de toneladas necessários (assumindo uma visão otimista de 98 galões estadunidenses/acre de biodiesel). Esta área de terra, em princípio, poderia ser reduzida significativamente com algas, se os obstáculos puderem ser superados. O DOE estima que se o combustível de algas substituisse todo o combustível de petróleo nos Estados Unidos, seriam necessário 15 mil milhas quadradas (38.849 quilômetros quadrados), que é alguns milhares de quilômetros quadrados maior do que o estado de Maryland, ou 1,3 Bélgicas, supondo-se um rendimento de 140 toneladas/hectare (15 mil galões estadunidenses/acre). Tendo em conta um rendimento mais realista de 36 toneladas/hectare (3.834 galões estadunidenses/acre) a área necessária é de cerca de 152 mil km quadrados, ou aproximadamente igual à do estado da Geórgia ou a Inglaterra e País de Gales somados. As vantagens das algas é que podem ser cultivadas em terras não aráveis, como desertos ou em ambientes marinhos, e os rendimentos em potencial equivalente ao petróleo são muito superiores aos das plantas.

### Argumentos de eficiência e economia

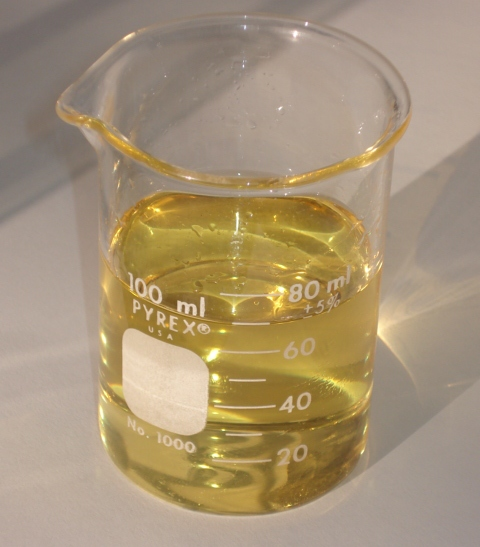
Béquer contendo biodiesel puro (B100) produzido a partir de óleo de soja

## Impactos ambientais

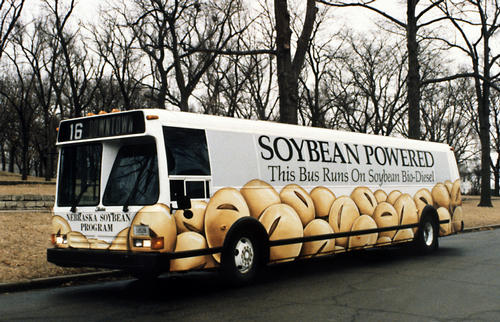
Autocarro movido por biodiesel